# 루나 (범고래)
루나(Luna, 1999년 9월 19일 ~ 2006년 3월 10일) 또는 L98, 추시트(Tsu'xiit)는 캐나다 브리티시컬럼비아주 연안에 살았던 범고래이다.

## 설명
루나는 미국 워싱턴주 퓨젓사운드 만에서 태어난 것으로 추정되며, 밴쿠버섬 근해에 사는 범고래 떼 'L 무리'의 일원이었으나 한 살 때 무리로부터 이탈한 후 섬 서쪽 해안선상의 누트카 만 근처에서 홀로 5년을 살았다.
BC, 워싱턴주 해안에 종종 출몰했으며 루나를 보기 위해 수천 명의 관광객들이 찾아왔다. 루나는 호기심이 유달리 많아서 배를 뒤따라가면서 놀기를 좋아했는데 이 때문에 고래의 안전에 위협이 된다는 우려가 계속 제기되으며 실제로 배와 충돌하여 상처를 입기도 했다. 수 년에 걸친 논쟁 끝에 2004년 6월 캐나다 해양수산부는 루나를 포획하여 가둬놓기로 결정했으며, 과학자들은 루나를 원래 속해 있던 무리에게 돌려보내려고 했다. 그러나 인근 원주민 공동체 모와차트/무차라트 퍼스트 네이션스는 이 계획을 무산시켰다. 이들은 전 추장이 자신은 고래로 다시 태어날 것이라고 유언을 남겼고 죽음 직후 루나가 해안에 나타났기 때문에 이 고래가 추장이 환생한 것이라고 주장했다.
2006년 3월 10일 루나는 평상시처럼 예인선의 뒤를 따라갔으나 기존 배보다 훨씬 강력한 출력의 프로펠러에 빨려들어가 생을 마감했다. 루나의 죽음으로 정부와 원주민 지도자에 대한 책임론 공방이 일기도 했다. 이후 루나의 일생을 다룬 다큐멘터리와 영상물 여럿이 제작되었다.